# 斯蒂尔沃特河 (黄石河支流)
斯蒂尔沃特河河（英語：Stillwater River）位于美国蒙大拿州南部，是黃石河的一条支流，长约113公里。
斯蒂尔沃特河起源于蒙大拿州帕克縣南部，靠近与怀俄明州边界的黃石國家公園，流向东北方向，在阿布萨罗卡岭与熊齿山脉之间穿过，通过卡斯特国家森林，在蒙大拿州哥伦布附近汇入黄石河。